# Shimwellia
Genre
Shimwellia est un genre de bacilles Gram négatifs (BGN) de la famille des Enterobacteriaceae. Son nom fait référence au microbiologiste John L. Shimwell qui fut le premier à décrire ces bactéries.

## Taxonomie
Ce genre est créé en 1990 par reclassement de deux espèces des genres Obesumbacterium et Escherichia, déjà comptées parmi les Enterobacteriaceae.
Jusqu'en 2016 il était rattaché par des critères phénotypiques à la famille des Enterobacteriaceae. Malgré la refonte de l'ordre des Enterobacterales par Adeolu et al. en 2016 à l'aide des techniques de phylogénétique moléculaire, Shiwellia reste dans la famille des Enterobacteriaceae dont le périmètre redéfini compte néanmoins beaucoup moins de genres qu'auparavant.

## Liste d'espèces
Selon la LPSN (4 novembre 2022) :
- Shimwellia blattae (Burgess et al. 1973) Priest & Barker 2010
- Shimwellia pseudoproteus Priest & Barker 2010 – espèce type